# Fotbal Club Voluntari
Il Fotbal Club Voluntari è una società calcistica rumena con sede nella città di Voluntari, Distretto di Ilfov. Milita nella Liga II, la seconda divisione del campionato rumeno di calcio.
Fondato nel 2010 con il nome di Inter Voluntari, fu promosso per la prima volta in Liga I al termine della stagione 2014-2015. Nella stagione 2016-2017 ha vinto la Coppa di Romania battendo in finale l'Astra Giurgiu dopo i tiri di rigore.

## Storia

### Primi anni
Il club fu fondato nel 2010 con il nome di Inter Voluntari.

### Ascesa
Concluse la stagione 2012-2013 della Liga IV al secondo posto e fu promosso nel successivo campionato di Liga III. Nel 2013-2014 fu nuovamente promosso nella Liga II, dove, all'esordio nella categoria, sconfisse quotate squadre rumene come Farul Constanța e CF Braila. Nel 2014-2015 si qualificò per i play-off promozione, dove ebbe la meglio sulle avversarie, approdando dunque in massima divisione ad appena cinque anni dalla fondazione della società. Nel 2015-2016 il club debuttò in massima serie con un pareggio contro il CSMS Iaşi.
Il 27 maggio 2017 la squadra ha vinto allo Stadio Ilie Oană di Ploiești la sua prima Coppa di Romania, battendo, nella prima finale disputata, l'Astra Giurgiu dopo i tiri di rigore.

## Palmarès

### Competizioni nazionali
- Coppa di Romania: 1

2016-2017
- Supercoppa di Romania: 1

2017
- Liga II: 1

2014-2015
- Liga III: 1

2013-2014

### Altri piazzamenti
- Coppa di Romania:

Finalista: 2021-2022, 2023-2024
- Liga IV:

Secondo posto: 2012-2013

## Organico

### Rosa 2024-2025
Aggiornato al 27 ottobre 2024.
| N. |                      | Ruolo | Calciatore              |
| -- | -------------------- | ----- | ----------------------- |
| 1  | Romania (bandiera)   | P     | Alexandru Gabriel Maxim |
| 2  | Romania (bandiera)   | D     | Florinel Mitrea         |
| 5  | Moldavia (bandiera)  | D     | Igor Armaș              |
| 6  | Rep. Ceca (bandiera) | C     | Lukáš Droppa            |
| 7  | Romania (bandiera)   | C     | Daniel Toma             |
| 8  | Romania (bandiera)   | C     | Andrei Pandele          |
| 9  | Romania (bandiera)   | A     | Alberto Călin           |
| 10 | Romania (bandiera)   | C     | George Merloi           |
| 11 | Romania (bandiera)   | C     | Doru Andrei             |
| 12 | Romania (bandiera)   | P     | Bogdan Ștefan           |
| 13 | Romania (bandiera)   | D     | Cătălin Alexe           |
| 15 | Rep. Ceca (bandiera) | C     | Antonin Fantis          |
| 17 | Romania (bandiera)   | D     | Andrei Pițian           |
| 19 | Romania (bandiera)   | A     | Marvin Schieb           |

| N. |                       | Ruolo | Calciatore        |
| -- | --------------------- | ----- | ----------------- |
| 20 | Romania (bandiera)    | D     | Alexandru Gîț     |
| 21 | Romania (bandiera)    | C     | Andreas Niță      |
| 23 | Romania (bandiera)    | C     | Nicolae Carnat    |
| 25 | Romania (bandiera)    | C     | Angelo Cocian     |
| 26 | Romania (bandiera)    | A     | Denis Bujor       |
| 27 | Romania (bandiera)    | D     | Radu Crișan       |
| 28 | Romania (bandiera)    | D     | Ionuț Andreș      |
| 30 | Romania (bandiera)    | D     | Alexandru Șuteu   |
| 31 | Francia (bandiera)    | C     | Mickaël Panos     |
| 32 | Romania (bandiera)    | P     | Iustin Chirilă    |
| 35 | Romania (bandiera)    | D     | Alexandru Chilili |
| 77 | Slovacchia (bandiera) | A     | Adam Nemec        |
| 99 | Romania (bandiera)    | C     | Eduard Lambrinoc  |
|    | Romania (bandiera)    | C     | Mihael Onișa      |

### Rosa 2023-2024
Aggiornato al 25 gennaio 2024.
| N. |                       | Ruolo | Calciatore        |
| -- | --------------------- | ----- | ----------------- |
| 1  | Romania (bandiera)    | P     | Octavian Vâlceanu |
| 2  | Argentina (bandiera)  | D     | Cristian Paz      |
| 4  | Croazia (bandiera)    | C     | Ljuban Crepulja   |
| 5  | Moldavia (bandiera)   | D     | Igor Armaș        |
| 6  | Rep. Ceca (bandiera)  | C     | Lukáš Droppa      |
| 7  | Albania (bandiera)    | D     | Naser Aliji       |
| 8  | Romania (bandiera)    | A     | Mihai Răduț       |
| 9  | Romania (bandiera)    | A     | Andrei Dumiter    |
| 10 | Romania (bandiera)    | C     | George Merloi     |
| 11 | Romania (bandiera)    | A     | Daniel Florea     |
| 14 | Capo Verde (bandiera) | C     | Marcelo Lopes     |
| 17 | Romania (bandiera)    | C     | Doru Andrei       |
| 19 | Romania (bandiera)    | C     | Robert Mustacă    |
| 20 | Romania (bandiera)    | C     | Robert Popescu    |
| 21 | Romania (bandiera)    | C     | Andreas Niță      |
| 22 | Moldavia (bandiera)   | C     | Vadim Rață        |
| 23 | Romania (bandiera)    | C     | Nicolae Carnat    |

| N. |                       | Ruolo | Calciatore          |
| -- | --------------------- | ----- | ------------------- |
| 24 | Portogallo (bandiera) | D     | Ricardinho          |
| 25 | Romania (bandiera)    | C     | Angelo Cocian       |
| 26 | Romania (bandiera)    | D     | Grigore Turda       |
| 27 | Romania (bandiera)    | D     | Radu Boboc          |
| 28 | Argentina (bandiera)  | C     | Bautista Cascini    |
| 29 | Romania (bandiera)    | C     | Eduard Lambrinoc    |
| 31 | Romania (bandiera)    | P     | Valentin Mărgărit   |
| 34 | Argentina (bandiera)  | D     | Patricio Matricardi |
| 35 | Romania (bandiera)    | D     | Alexandru Chilili   |
| 72 | Romania (bandiera)    | C     | Roberto Voican      |
| 77 | Slovacchia (bandiera) | A     | Adam Nemec          |
| 80 | Romania (bandiera)    | C     | Andrei Ciobanu      |
| 88 | Spagna (bandiera)     | P     | Jesús Fernández     |
| 90 | Romania (bandiera)    | C     | Alexandru Munteanu  |
| 99 | Romania (bandiera)    | A     | Andrei Dima         |
|    | Romania (bandiera)    | P     | Victor Rîmniceanu   |
|    | Serbia (bandiera)     | D     | Ognjen Mažić        |

### Rosa 2022-2023
Aggiornato al 6 gennaio 2023.
| N. |                           | Ruolo | Calciatore        |
| -- | ------------------------- | ----- | ----------------- |
| 2  | Romania (bandiera)        | D     | Cosmin Achim      |
| 3  | Costa d'Avorio (bandiera) | D     | Ulrich Meleke     |
| 5  | Moldavia (bandiera)       | D     | Igor Armaș        |
| 6  | Romania (bandiera)        | D     | Marius Briceag    |
| 8  | Romania (bandiera)        | C     | Ion Gheorghe      |
| 10 | Romania (bandiera)        | C     | George Merloi     |
| 11 | Israele (bandiera)        | A     | Idan Golan        |
| 12 | Romania (bandiera)        | P     | Victor Rîmniceanu |
| 13 | Romania (bandiera)        | A     | Andrei Dumiter    |
| 14 | Portogallo (bandiera)     | C     | Marcelo Lopes     |
| 18 | Capo Verde (bandiera)     | C     | Hélder Tavares    |
| 21 | Romania (bandiera)        | C     | Alexandru Ilie    |
| 22 | Moldavia (bandiera)       | C     | Vadim Rață        |
| 23 | Romania (bandiera)        | D     | Alexandru Vlad    |

| N. |                           | Ruolo | Calciatore        |
| -- | ------------------------- | ----- | ----------------- |
| 24 | Portogallo (bandiera)     | D     | Ricardinho        |
| 27 | Costa d'Avorio (bandiera) | A     | Muhamed Olawale   |
| 28 | Romania (bandiera)        | D     | Vlăduț Andreș     |
| 30 | Romania (bandiera)        | D     | Gabriel Tamaș     |
| 33 | Romania (bandiera)        | P     | Valentin Neacșu   |
| 35 | Romania (bandiera)        | D     | Alexandru Chilili |
| 36 | Romania (bandiera)        | C     | Florin Bălan      |
| 40 | Romania (bandiera)        | P     | Octavian Vâlceanu |
| 66 | Rep. Ceca (bandiera)      | C     | Lukáš Droppa      |
| 77 | Slovacchia (bandiera)     | A     | Adam Nemec        |
| 80 | Romania (bandiera)        | C     | Lóránd Fülöp      |
| 98 | Romania (bandiera)        | D     | Cristian Costin   |
| 99 | Romania (bandiera)        | C     | Antonio Stan      |
|    | Romania (bandiera)        | A     | Mihai Răduț       |

### Rosa 2021-2022
Aggiornato al 21 gennaio 2022.
| N. |                           | Ruolo | Calciatore        |
| -- | ------------------------- | ----- | ----------------- |
| 2  | Romania (bandiera)        | D     | Cosmin Achim      |
| 3  | Costa d'Avorio (bandiera) | D     | Ulrich Meleke     |
| 5  | Moldavia (bandiera)       | D     | Igor Armaș        |
| 6  | Romania (bandiera)        | D     | Marius Briceag    |
| 8  | Romania (bandiera)        | C     | Ion Gheorghe      |
| 10 | Romania (bandiera)        | C     | George Merloi     |
| 11 | Israele (bandiera)        | A     | Idan Golan        |
| 12 | Romania (bandiera)        | P     | Victor Rîmniceanu |
| 13 | Romania (bandiera)        | D     | Denis Ciobotariu  |
| 14 | Portogallo (bandiera)     | C     | Marcelo Lopes     |
| 18 | Capo Verde (bandiera)     | C     | Hélder Tavares    |
| 21 | Romania (bandiera)        | C     | Alexandru Ilie    |
| 22 | Moldavia (bandiera)       | C     | Vadim Rață        |
| 23 | Romania (bandiera)        | D     | Alexandru Vlad    |

| N. |                           | Ruolo | Calciatore         |
| -- | ------------------------- | ----- | ------------------ |
| 24 | Portogallo (bandiera)     | D     | Ricardinho         |
| 27 | Costa d'Avorio (bandiera) | A     | Muhamed Olawale    |
| 28 | Romania (bandiera)        | D     | Vlăduț Andreș      |
| 30 | Romania (bandiera)        | D     | Gabriel Tamaș      |
| 33 | Romania (bandiera)        | P     | Valentin Neacșu    |
| 35 | Romania (bandiera)        | D     | Alexandru Chilili  |
| 36 | Romania (bandiera)        | C     | Florin Bălan       |
| 50 | Romania (bandiera)        | C     | Constantin Budescu |
| 66 | Rep. Ceca (bandiera)      | C     | Lukáš Droppa       |
| 71 | Romania (bandiera)        | P     | Mihai Popa         |
| 77 | Slovacchia (bandiera)     | A     | Adam Nemec         |
| 80 | Romania (bandiera)        | C     | Lóránd Fülöp       |
| 98 | Romania (bandiera)        | D     | Cristian Costin    |
| 99 | Romania (bandiera)        | C     | Antonio Stan       |

### Rosa 2020-2021
Aggiornato al 21 gennaio 2021.
| N. |                       | Ruolo | Calciatore        |
| -- | --------------------- | ----- | ----------------- |
| 1  | Spagna (bandiera)     | P     | Marcos Lavín      |
| 2  | Romania (bandiera)    | D     | Cosmin Achim      |
| 3  | Moldavia (bandiera)   | D     | Igor Armaș        |
| 4  | Bulgaria (bandiera)   | C     | Antoni Ivanov     |
| 6  | Romania (bandiera)    | D     | Marius Briceag    |
| 7  | Romania (bandiera)    | C     | Răzvan Grădinaru  |
| 8  | Romania (bandiera)    | C     | Ion Gheorghe      |
| 9  | Spagna (bandiera)     | A     | Jefté Betancor    |
| 11 | Brasile (bandiera)    | A     | Anderson          |
| 12 | Romania (bandiera)    | P     | Victor Rîmniceanu |
| 14 | Portogallo (bandiera) | A     | Marcelo Lopes     |
| 15 | Romania (bandiera)    | D     | Alexandru Chilili |
| 16 | Romania (bandiera)    | C     | Adrian Dorobanțu  |
| 17 | Romania (bandiera)    | C     | Sebastian Mailat  |
| 18 | Capo Verde (bandiera) | C     | Hélder Tavares    |

| N. |                               | Ruolo | Calciatore         |
| -- | ----------------------------- | ----- | ------------------ |
| 19 | Macedonia del Nord (bandiera) | A     | Viktor Angelov     |
| 20 | Romania (bandiera)            | D     | Oktay Özkara       |
| 21 | Romania (bandiera)            | C     | Alexandru Ilie     |
| 23 | Romania (bandiera)            | D     | Alexandru Vlad     |
| 24 | Portogallo (bandiera)         | D     | Ricardinho         |
| 28 | Romania (bandiera)            | D     | Ionuț Balaur       |
| 29 | Romania (bandiera)            | C     | Iulian Badea       |
| 30 | Romania (bandiera)            | A     | Alexandru Stoica   |
| 33 | Romania (bandiera)            | P     | Mihai Cotolan      |
| 40 | Romania (bandiera)            | D     | George Buliga      |
| 66 | Rep. Ceca (bandiera)          | C     | Lukáš Droppa       |
| 70 | Romania (bandiera)            | A     | Adelin Voinescu    |
| 77 | Romania (bandiera)            | C     | Vasile Mihai       |
| 98 | Romania (bandiera)            | D     | Cristian Costin    |
| 99 | Romania (bandiera)            | C     | Claudiu Borțoneanu |

### Rosa 2019-2020
Aggiornata al 15 marzo 2020.
| N. |                       | Ruolo | Calciatore        |
| -- | --------------------- | ----- | ----------------- |
| 1  | Bulgaria (bandiera)   | P     | Božidar Mitrev    |
| 2  | Romania (bandiera)    | D     | Cosmin Achim      |
| 3  | Moldavia (bandiera)   | D     | Igor Armaș        |
| 4  | Romania (bandiera)    | D     | Mircea Leasă      |
| 6  | Romania (bandiera)    | D     | Alex Pașcanu      |
| 7  | Romania (bandiera)    | A     | Vlad Morar        |
| 8  | Romania (bandiera)    | C     | Ion Gheorghe      |
| 10 | Romania (bandiera)    | C     | Alexandru Mățan   |
| 11 | Romania (bandiera)    | C     | Mihai Căpățînă    |
| 12 | Romania (bandiera)    | P     | Victor Rîmniceanu |
| 14 | Romania (bandiera)    | D     | George Buliga     |
| 15 | Romania (bandiera)    | D     | Claudiu Belu      |
| 20 | Romania (bandiera)    | A     | Cătălin Țîră      |
| 21 | Spagna (bandiera)     | C     | Pablo de Lucas    |
| 22 | Portogallo (bandiera) | D     | Ricardinho        |

| N. |                               | Ruolo | Calciatore              |
| -- | ----------------------------- | ----- | ----------------------- |
| 23 | Romania (bandiera)            | D     | Alexandru Vlad          |
| 25 | Argentina (bandiera)          | C     | Nicolás Gorobsov        |
| 27 | Brasile (bandiera)            | C     | Eric                    |
| 28 | Romania (bandiera)            | D     | Ionuț Balaur (capitano) |
| 29 | Romania (bandiera)            | C     | Iulian Badea            |
| 30 | Romania (bandiera)            | A     | Alexandru Tudorie       |
| 32 | Slovenia (bandiera)           | D     | Milan Kocić             |
| 70 | Macedonia del Nord (bandiera) | A     | Marko Simonovski        |
| 77 | Liberia (bandiera)            | C     | Moussa Sanoh            |
| 89 | Slovenia (bandiera)           | D     | Andraž Struna           |
| 93 | Francia (bandiera)            | C     | Aïssa Laïdouni          |
| 95 | Romania (bandiera)            | P     | Valentin Cojocaru       |
| 97 | Romania (bandiera)            | A     | Daniel Benzar           |
| 98 | Romania (bandiera)            | D     | Cristian Costin         |
| 99 | Romania (bandiera)            | C     | Claudiu Borțoneanu      |

## Rosa 2015-2016
| N. |                           | Ruolo | Calciatore              |
| -- | ------------------------- | ----- | ----------------------- |
| 1  | Romania (bandiera)        | P     | Paul Botaș              |
| 2  | Romania (bandiera)        | D     | Cosmin Achim            |
| 4  | Romania (bandiera)        | D     | Andrei Poverlovici      |
| 5  | Romania (bandiera)        | D     | Florin Maxim            |
| 6  | Romania (bandiera)        | D     | Sorin Rădoi             |
| 7  | Romania (bandiera)        | C     | Dinu Todoran (capitano) |
| 8  | Romania (bandiera)        | C     | Daniel Novac            |
| 9  | Romania (bandiera)        | A     | Mihai Voduț             |
| 10 | Costa d'Avorio (bandiera) | C     | Hamed Koné              |
| 11 | Romania (bandiera)        | C     | George Călințaru        |
| 12 | Romania (bandiera)        | C     | Alin Cârstocea          |
| 17 | Romania (bandiera)        | C     | Elvis Stan              |
| 18 | Romania (bandiera)        | C     | Nicolae Grigore         |
| 20 | Romania (bandiera)        | C     | Sorin Ispir             |

| N. |                    | Ruolo | Calciatore      |
| -- | ------------------ | ----- | --------------- |
| 22 | Romania (bandiera) | D     | Paul Pîrvulescu |
| 23 | Romania (bandiera) | D     | Mircea Leasă    |
| 24 | Romania (bandiera) | D     | Vasile Maftei   |
| 25 | Romania (bandiera) | D     | Eugen Crăciun   |
| 26 | Romania (bandiera) | C     | Gabriel Deac    |
| 28 | Romania (bandiera) | C     | Tiberiu Bălan   |
| 30 | Romania (bandiera) | D     | Radu Zaharia    |
| 33 | Romania (bandiera) | P     | Dragoș Balauru  |
| 47 | Croazia (bandiera) | D     | Saša Novaković  |
| 90 | Romania (bandiera) | A     | Adrian Bălan    |
| 95 | Romania (bandiera) | P     | Răzvan Petrariu |
| 97 | Romania (bandiera) | C     | Robert Vâlceanu |
| 99 | Romania (bandiera) | A     | Marius Matei    |